# Sadská rovina
Sadská rovina je geomorfologický okrsek ve střední a západní části Nymburské kotliny, ležící v okresech Nymburk a Kolín.

## Poloha a sídla

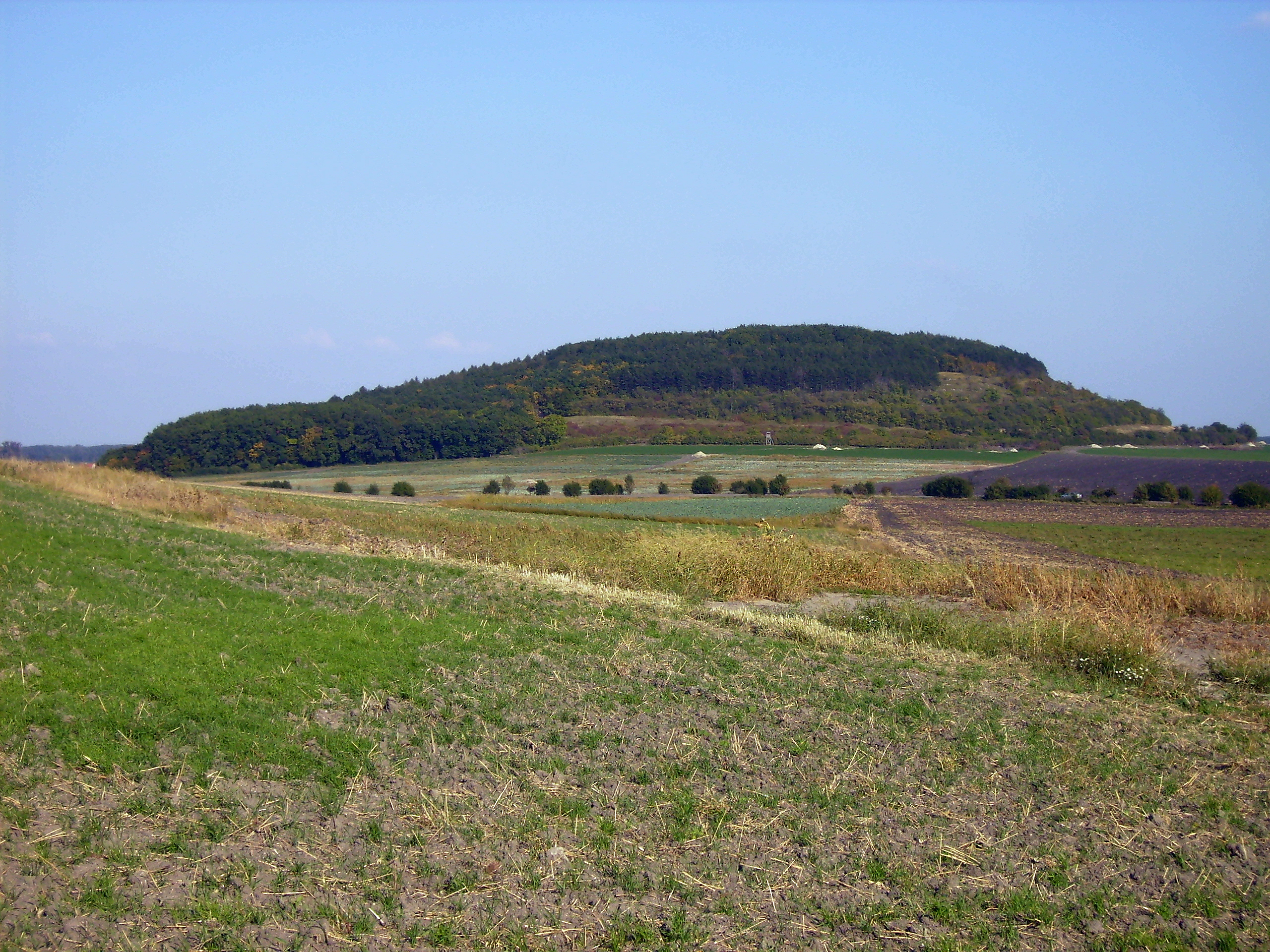
Semická hůra z Přerovské hůry

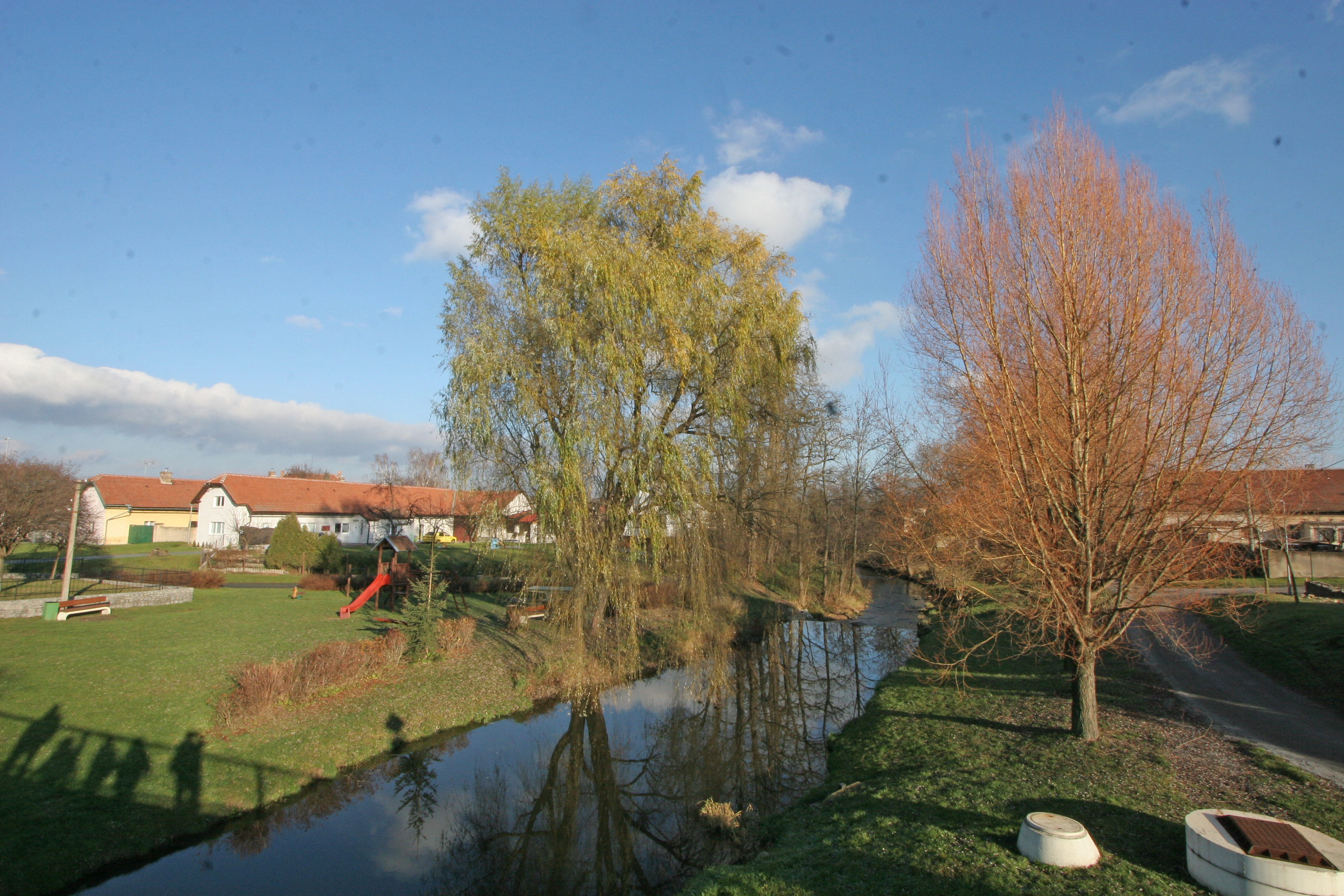
Řeka Výrovka v Dobřichově

Území okrsku se nalézá mezi sídly Přerov nad Labem na severozápadě, Nymburk na severu, Poděbrady na východě a Kolín na jihovýchodě. Zcela uvnitř okrsku leží města Sadská a Pečky.

## Charakter území
V okolí Sadské v lesích je četná chatová zástavba (Kersko, Písty), u Velimi je železniční zkušební okruh.
Okrsek zahrnuje chráněná území PP Písečný přesyp u Píst, PP Písečný přesyp u Osečka, NPP Slatinná louka u Velenky, NPP V jezírkách a PřP Kersko-Bory. Je zde také několik území evropské soustavy Natura 2000, mj. Polabské hůry nebo Slatinná louka u Velenky.

## Geomorfologické členění a vrcholy
Okrsek Sadská rovina (dle značení Jaromíra Demka VIB–3A–1) náleží do celku Středolabská tabule a podcelku Nymburská kotlina.
Dále se člení pouze na jednotlivé vrcholy, které jsou zároveň geomorfologickými částmi: Přerovská hůra (237 m – nejvyšší bod okrsku), Semická hůra (231 m) a Sadská (215 m).
Rovina sousedí s dalšími okrsky Středolabské tabule: Čelákovická pahorkatina na západě, Kouřimská tabule na jihu, Kolínská tabule na jihovýchodě, Středolabská niva na východě a severu a Labsko-vltavská niva na severozápadě.